# توم بيسيل
توم بيسيل (بالإنجليزية: Tom Bissell)‏ (ولد في 9 يناير 1974) صحفي وناقد وكاتب خيال أمريكي. عمل محرر كتاب في مدينة نيويورك وقام بتحرير القصص المجمعة لريتشارد ييتس ومذكرات باولا فوكس Borrowed Finery. اعتُرِفَ بأعمال بيسيل الأدبية وإبرازها في جامعة ولاية ميشيغان في سلسلة كتاب ميشيغان. صدرت قصصه في كتب أفضل مقالات الترحال الأمريكية وأفضل المقالاتات العلمية الأمريكية.

## الجوائز
- زمالة غوغنهايم (2010)
- جائزة روما الأمريكية
- جائزة نقابة الكتاب الأمريكية (2017)

## سيناريو لعبة فيديو
- جيرز أوف وور: ججمينت (2013، مع Rob Auten)
- باتمان: أركام أوريجنز (2013، كتابة إضافية)[7]
- باتلفيلد: هارد لاين Hardline (2015، مع Rob Auten)
- أنشارتد 4: نهاية لص (2016، كتابة إضافية)
- ذا ويتنس (لعبة فيديو 2016) (2016، مستشار القصة المبكرة)[8]
- جيرز أوف وور 4 (2016، كاتب رئيسي)
- وات ريمينس أف إديث فنش (2017، كتابة إضافية)
- أنتشارتيد: ذا لوست ليغاسي (2017، كتابة إضافية)
- غيرز 5 (2019، كاتب رئيسي)

## روابط خارجية
- توم بيسيل على موقع IMDb (الإنجليزية)
- توم بيسيل على موقع ميوزك برينز (الإنجليزية)